# Kasper Jahodyński
Kasper Jahodyński (Jachodliński) herbu Korwin (zm. w 1614 roku) – sędzia bełski w latach 1584–1612.
W czasie elekcji 1587 roku głosował najpierw na Piasta, potem na Zygmunta Wazę.
Dziedzic Chiszowic w 1578 roku i Matcza. Zastawny posiadacz Mirkowa w powiecie łuckim. 
Był synem Jana. Żonaty z Zofią Komorowską w 1586 roku i Jadwigą Lipską. Z pierwszej żony miał synów: Jerzego i Wawrzyńca, z drugiej: Świętosława, Andrzeja i Wacława oraz córkę Dorotę.